# Matas
Pour les articles homonymes, voir Matas (homonymie).
Matas est une freguesia portugaise située dans le District de Santarém.
Avec une superficie de 14,03 km2 et une population de 1 032 habitants (2001), la paroisse possède une densité de 73,6 hab/km2.